# Kriegshammer
Ein Kriegshammer (oder auch Streithammer) ist ein im Kampf verwendeter, meist langstieliger Hammer. Er wurde bis ins 15. und 16. Jahrhundert in ganz Europa und auch im Nahen Osten verwendet und ist dazu gedacht, Rüstungen zu deformieren oder zu durchschlagen. Einige Versionen dieser Schlagwaffe sind mit Hammerköpfen ausgestattet, die den Körper penetrieren können.

## Beschreibung
Der Streithammer entstand in Reaktion auf die fortschreitenden Verbesserungen der Rüstungen des späten Mittelalters. Gerade frühe Hämmer verfügten meist nur über eine oder zwei Schlagflächen, wirkten also mittels der Wucht der Hammerbahnen. Die Entwicklung aus dem Werkzeug des Hammers ist hier offensichtlich. Entsprechende Objekte entwickelten auf ungepanzerte Körperstellen (gerade gegen Knochen) eine verheerende Wirkung, konnten aber auch Rüstungsteile deformieren. 1381 bewaffneten sich die rebellierenden Pariser Bürger mit eisernen Hämmern, was ihnen den Namen „Maillotins“ einbrachte.
Exemplare des 15. und 16. Jhd. verfügen neben einer Hammerbahn meist über einen gegenseitig angebrachten, vierkantigen Schlagdorn, dessen Aufgabe das Durchbrechen von Panzerungen war. Dieser kam in Frankreich schon um die Mitte des 14. Jhd. auf.
Außerdem existierten gerade im Spätmittelalter zahlreiche Weiterentwicklungen des Kriegshammers. Hierzu zählt unter anderem der Luzerner Hammer, eine zweihändig geführte Stangenwaffe mit langem Schaft und Stoßspitze.
Eine bekannte Form des Kriegshammers ist der um die Mitte des 15. Jhd. aufgekommene Reiterhammer. Dieser verfügt über einen schnabelartig nach unten gebogenen Schlagdorn und ist zudem recht leicht und führig gestaltet. Im 15. Jhd. gestaltete sich der Dorn meist noch kurz, bei späteren Exemplaren verlängert er sich jedoch immer weiter. Häufig weisen erhaltene Stücke einen Gürtelhaken zur Sattelbefestigung auf. Durch die Formgebung des Schlagdornes wurde der Reiterhammer zeitgenössisch auch als „Papagey“ bezeichnet. Schon im 16. Jhd., der Blütezeit des Reiterhammers, entwickelt sich dieser auch zu einem Würdenzeichen. So trugen ausgewählte Reitereinheiten Kaiser Maximilians I. Reiterhämmer mit übermäßig langen Dornen. Bildquellen der Landsknechtszeit zeigen oftmals die Rottmeister mit dem sogenannten Rottmeisterhammer als Symbol. Im Verlauf des 16. Jhd. verschwindet der Reiterhammer langsam, im 17. Jhd. findet er sich noch bei ungarischen Truppen, vor allem den Offizieren von Husareneinheiten.
Üblicherweise bestand der Kopf eines Kriegshammers aus Eisen. Eine Sonderform bilden Hämmer, bei denen der Kopf aus Blei gegossen ist. Diese finden sich ab dem späten 14. Jhd. in schriftlichen Quellen und haben sich auch in Form von acht originalen Funden aus der Belagerung von Neuss 1474/75 erhalten. Bei diesen handelte es sich ehemals um kurzschäftige Schlagwaffen, die nach Ausweis burgundischer Inventare vor allem von Armbrust- und Büchsenschützen geführt wurden.